# オーレ・ヤコブソン
オーレ・ヤコブソン（スウェーデン語: Olle Jacobsson、1915年 - 1955年）はスウェーデンの作曲家・トランペット奏者。オーレ・ヤコブソンズ・ディキシーランドバンド(Olle Jacobssons Dixielandband)を率いていた。

## 映画音楽
- En melodi om våren(1943)